# Гогоју (Вранча)
Гогоју (рум. Gogoiu) насеље је у Румунији у округу Вранча у општини Ракоаса. Oпштина се налази на надморској висини од 340 m.

## Становништво
Према подацима из 2002. године у насељу је живело 225 становника, од којих су сви румунске националности.